# Parc national de Koli
Le parc national de Koli (en finnois : Kolin kansallispuisto) est un parc national finlandais situé dans la Carélie du Nord de l'Est de la Finlande.

## Paysages
Le parc se situe sur la rive occidentale du lac Pielinen dans les municipalités de Joensuu, Lieksa et de Kontiolahti.
Il a une superficie de 30 km2.
Fondé en 1991, contrairement aux autres parc nationaux de Finlande, il est d'abord géré par Metla l'Institut finlandais de recherche sur la forêt.
Il est maintenant géré par le Metsähallitus comme le sont les autres parcs nationaux.
L'endroit le plus célèbre du parc est le mont Ukkokoli de la montagne Koli d'où l'on a une vue panoramique sur le lac Pielinen.
À proximité de son sommet, on trouve le Centre du patrimoine et l'hôtel Koli.
La montagne Koli a de nombreuses grottes, dont l'église du diable (en finnois : Pirunkirkko).

### Importance culturelle
Au tournant du XIXe au XXe siècle, le mouvement fennomane est empreint d'une très forte attraction pour la  Carélie, ses paysages et sa culture, on parle de carélianisme.
Koli inspire alors de nombreux artistes-peintres et compositeurs comme Jean Sibelius, Juhani Aho et Eero Järnefelt.
En 1911, Eero Järnefelt, A.W. Finch et Ilmari Aalto  peignent un paysage de Koli que l'on peut admirer dans le restaurant de la gare centrale d'Helsinki.
Après que les peintres l'ont découvert au XIXe siècle, Koli est devenu l'un des 27 paysages nationaux de Finlande.

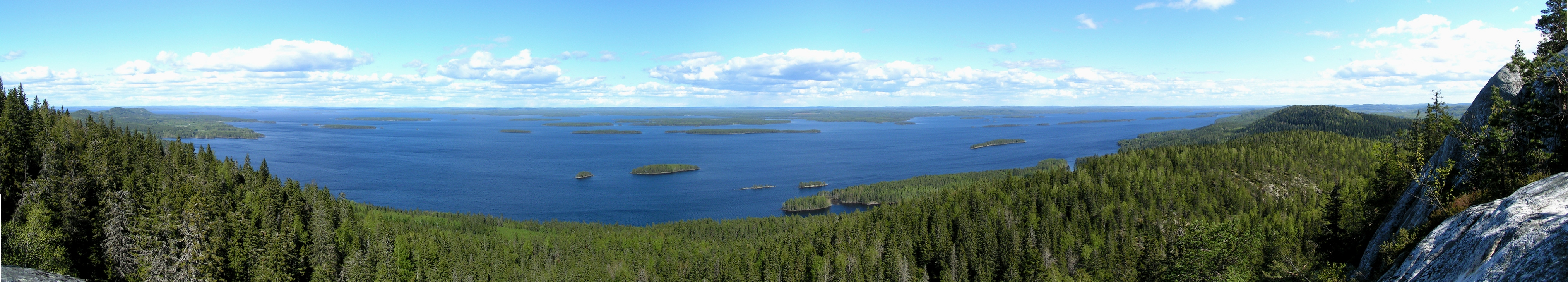
Paysage du parc national de Koli.

### Géologie
Les collines de Koli sont les vestiges de la chaîne des carélides qui se sont formées il y a environ deux milliards d'années.
La chaîne de collines de Koli est à la frontière de deux unités de fonds rocheux issus de différentes époques.
La partie orientale des collines née il y a 2,6 à 3 milliards d'années est majoritairement en orthogneiss.
La partie occidentale datant de 1,9 à 2,5 milliards d'années est en ardoise, principalement de quartzite.
À côté, le sommet du Ukko-Koli est en quartzite, c'est un ancien sable des fonds marins déposé il y a 2,3 milliard d'années.
Dans la partie occidentale du parc, le fond rocheux est constitué de micaschiste. Le terrain y est plat.
Les deux îles du lac Pielinen Pieni-Hölö, Iso-Hölö, et Sikosaari sont formées de roche filonienne cristallisée il y a 2,2 milliards d'années.
Le quartzite peut être blanc, gris, rouge ou vert.

### Faune
On peut rencontrer toutes les espèces de pic vert nidifiant en Finlande : pic noir, le pic épeiche, le pic tridactyle, le pic épeichette, le pic à dos blanc et le pic cendré.

## Activités

### Activités estivales
Un réseau dense de sentiers de randonnée partant du village, du centre naturel et de l'hôtel et permettant des randonnées d'une journée pour les plus courts.

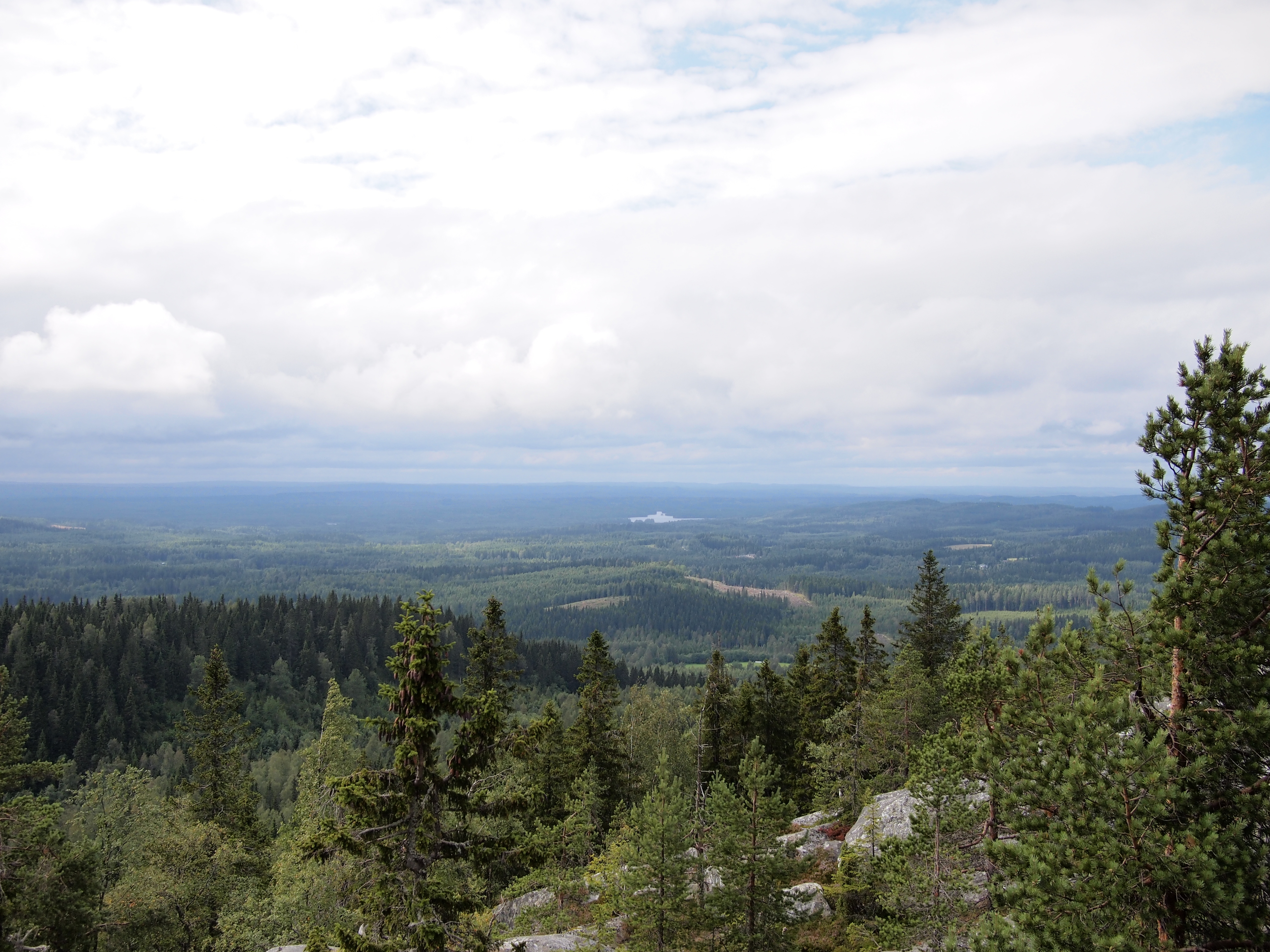
Vue de Akka-Koli en direction de l'ouest.

De nombreux sentiers sont en forme de boucle et leur longueur varie d'un kilomètre à la boucle de Herajärvi (Herajärven kierros) de 40 km.
Les sentiers du parc national sont aussi en forme de boucle.
Le parcours le plus populaire est le parcours des sommets (Huippujen kierros) qui passe par Ukkokoli, Akkakoli et par Pahakoli et fait 1,4 kilomètre de long.
Le parcours du brûlis (Kasken kierros) permet de se familiariser avec la culture sur brûlis (2-5 km).
Le sentier des bergers (Paimenenpolku), de 2,6 km, traverse les zones de bosquets.
Le sentier de la préservation (Ennallistajan polku), de 3 km, met en lumière les techniques d'entretien de la forêt et de préservation du patrimoine naturel.
La boucle de Mäkrä (Mäkränkierros) de 7,2 km ouvre aux paysages des artistes, et, l'été, il est impossible de traverser Mäkrä, Purola et Ikolanaho sans s'émerveiller de la beauté des fleurs. 
Le tour de la vallée de Koli (Kolinuuron kierros) présente la géologie exceptionnelle de Koli. Le tour est de 3,5 km avec un dénivelé de 112 mètres.
La boucle de Herajärvi (40 km) part de Koli et contourne le lac Herajärvi,,. 
Sur le chemin, on traverse les endroits patrimoniaux de Ryläys et de Lakkala, de nombreuses clairières et des endroits pour faire un feu ou pour dormir. Ce parcours passe à proximité de l’église du diable (Pirunkirkko). Cette boucle présente des passages dangereux et est relativement rude à cause des dénivelés. Il faut lui consacrer deux à trois jours. 
Une carte de randonnées de Koli est d'une grande aide pour se déplacer dans la montagne de Koli ou dans le  parc naturel,.
Le centre de recherche géologique a édité une carte de Koli nommée Carte de randonnée géologique (Geologisen retkeilykartan) qui montre les parcours de randonnées et commente les endroits géologiques les plus importants,.

### Activités hivernales
Le parc possède deux stations de sports d'hiver, Loma-koli pour les familles et Ukkokoli pour les sportifs:

#### Ukko-koli
Ukkokoli a 3 remonte-pentes et six pistes de ski. 
La piste la plus pentue a 230 m de dénivelé et les pistes ont entre 800 et 1 500 mètres de longueur.

#### Loma-koli
Lomakoli a six remonte-pentes et six pistes. Le dénivelé maximal est de 145 m et les pistes ont entre 530 et 1 050 mètres de longueur.
Deux pistes sont réservées au snowboard. 
Les enfants disposent de château en neige.

## Histoire
La montagne de Koli était sacrée et était un lieu de justice, de culte et de sacrifice.